# Valterkulten
Valterkulten är en bergstopp i Antarktis. Den ligger i Östantarktis. Norge gör anspråk på området. Toppen på Valterkulten är 1 100 meter över havet.
Terrängen runt Valterkulten är platt västerut, men österut är den kuperad. Trakten är obefolkad. Det finns inga samhällen i närheten. 